# Konventní mše
Konventní mše (latinsky missa conventualis) je každý den společně slavena těmi, kdo jsou vázáni chórovou povinností. Obvykle bývá spojena s některou z modliteb denní modlitby církve a slouží ji hebdomadář. Do roku 1958 se mohla konat i mimo chór.